# The Servant Girl's Legacy
The Servant Girl's Legacy er en amerikansk stumfilm fra 1914 af Arthur Hotaling.

## Medvirkende
- Mabel Paige som Mandy Spraggs.
- Oliver Hardy som Cy.
- Edward Lawrence.
- Eloise Willard som Ma.
- Marguerite Ne Moyer som Bess.